# CD8
CD8 (кластер диференціювання 8, «сі-ді-вісім») — трансмембранний глікопротеїн, який служить корецептором для Т-клітинного рецептора (TCR). Поряд з TCR, корецептор CD8 відіграє роль у передачі сигналів Т-клітин і сприянні взаємодії цитотоксичних Т-клітин з антигеном.
Як і TCR, CD8 зв'язується з головним комплексом гістосумісності (MHC), але є специфічним для білка MHC класу I.
Існують дві ізоформи білка, альфа і бета, кожна з яких кодується окремим геном. У людини обидва гени розташовані на хромосомі 2 у локусі 2p12.

## Розподіл у тканинах
Корецептор CD8 переважно експресується на поверхні цитотоксичних Т-клітин, але його також можна знайти на природних кілерах, кортикальних тимоцитах і дендритних клітинах. Молекула CD8 є маркером популяції цитотоксичних Т-клітин. Вона експресує при Т-клітинній лімфобластній лімфомі та гіпопігментованих грибоподібних мікозах.

## Структура

Схематичне зображення гетеродимерного корецептора CD8

Для функціонування CD8 утворює димер, що складається з пари ланцюгів CD8. Найпоширеніша форма CD8 складається з ланцюга CD8-α і CD8-β, обидва члени надсімейства імуноглобулінів з імуноглобуліновим варіабельним (IgV)-подібним позаклітинним доменом, з'єднаним з мембраною тонкою ніжкою, і внутрішньоклітинним хвостом. Менш поширені гомодимери ланцюга CD8-α також експресуються на деяких клітинах. Молекулярна маса кожного ланцюга CD8 становить приблизно 34 кДа. Структура молекули CD8 була визначена Leahy DJ, Axel R., і Hendrickson WA за допомогою дифракції рентгенівських променів з роздільною здатністю 2,6 А. Було визначено, що його структура має імуноглобуліноподібне бета-сендвіч-згортання та 114 амінокислотних залишків. 2 % білка згортається в α-спіралі і 46 % в β-листки, а решта 52 % молекул залишаються в частинах петлі.

## Функція
Позаклітинний IgV-подібний домен CD8-альфа взаємодіє з частиною α3 молекули МНС класу I. Ця спорідненість підтримує Т-клітинний рецептор цитотоксичної Т-клітини і клітину-мішень тісно пов'язаними один з одним під час антиген-специфічної активації. Цитотоксичні Т-клітини з поверхневим білком CD8 називаються CD8+ Т-клітинами. Основним місцем розпізнавання є гнучка петля на α3 домені молекули MHC. Це було виявлено шляхом мутаційного аналізу. Гнучкий домен α3 розташований між залишками 223 і 229 в геномі. На додаток до допомоги у взаємодії з цитотоксичними Т-клітинними антигенами, корецептор CD8 також відіграє роль у передачі сигналів Т-клітин. Цитоплазматичні хвости корецептора CD8 взаємодіють з Lck (протеїн-тирозинкіназа, специфічна для лімфоцитів). Після того, як Т-клітинний рецептор зв'язується зі своїм специфічним антигеном, Lck фосфорилює цитоплазматичні CD3 і ζ-ланцюги комплексу TCR, що ініціює каскад фосфорилювання, що в кінцевому підсумку призводить до активації факторів транскрипції, таких як NFAT, NF-κB і AP-1, які впливають на експресію. певних генів.